# Pyramimonas
Pyramimonas, rod zelenih algi u porodici Pyramimonadaceae, dio reda Pyramimonadales. Pripada mu 56 morskih i slatkovodne vrste

## Opis
Jednoćelijski bičaši. Stanice obično više ili manje obrnuto piramidalne, u poprečnom presjeku četvrtaste do zaobljene. Četiri debela flagela izlaze iz prednjeg udubljenja. Nekoliko vrsta ima 8 bičeva, a jedna novopronađena vrsta ima 16 bičeva. Stanica sadrži jedan kloroplast u obliku šalice koji je sprijeda podijeljen na 4 ili 8 režnjeva. Posjeduje jedan pirenoid straga. Ovisno o vrsti, jedna ili dvije očne pjege nalaze se sprijeda, u sredini stanice ili straga. Vrsta sa 16 bičeva se razlikuje po tome što ima dva kloroplasta, 2 pirenoida i 4 očne pjege. Slatkovodne vrste sadrže kontraktilne vakuole u blizini flagelarne jamice. Pojedinačna jezgra nalazi se u bočnom položaju blizu prednjeg kraja. Nekoliko morskih vrsta stvara trihociste. Flagele su izrazito debele i usmjerene prema naprijed, distalni dio ponekad je zakrivljen prema natrag duž stanice. Nasuprotne flagele tvore parove koji sinkrono izbijaju u suprotnom smjeru. Bičevi i tijelo stanice prekriveni su nemineraliziranim ljuskama u nekoliko slojeva. Flagele, sve jednake duljine, prekrivene su podslojem od četvrtastih do dijamantnih ljuskica u 24 uzdužna reda, prekrivenih s 9 redova limuloidnih ljuskica. Dva reda ljuski nalik dlakama izlaze sa suprotnih strana svakog flageluma. Tijelo stanice prekriveno je podslojem od četvrtastih ljuski (kod nekih vrsta taj je sloj ograničen na flagelarnu jamicu) i jednim ili 2 sloja većih ljuski, čija je struktura važna karakteristika vrste. Kod nekih vrsta među krupnijim tjelesnim ljuskama prisutna je posebna vrsta vrlo sitnih ljuski. Sve ljuske proizvedene su u cisternama Golgijevog aparata. Većina ili svi se transportiraju iz Golgijevog aparata u poseban spremnik, spremnik kamenca, i ispuštaju u flagelarnu jamu kroz kanal iz rezervoara kamenca. Poznati palmeloidni stadiji. Spolno razmnožavanje nije dokazano sa sigurnošću, ali su dobro poznate ciste, ponekad s glatkom, a kod drugih vrsta s bradavičastom, bodljikavom ili skrobikulastom površinom. Važna specifična obilježja su veličina i (donekle) oblik stanice, mjesto očne pjege i pirenoida te struktura ljuskavog pokrova. Dok su mnoge vrste opisane iz slatke vode, samo je jedna, tipska vrsta, dobro poznata. To je bentoska epifitska vrsta koja se prednjim krajem može pričvrstiti za nitaste alge ili druge predmete. Za mnoge vrste koje su izvorno opisane kao Pyramimonas nedavno je otkriveno da im nedostaju ljuske te su prebačene u novi rod Hafniomonas (Volvocales). Identitet svih preostalih slatkovodnih vrsta ostaje neizvjestan. Morske vrste su uglavnom planktonske, dok je nekoliko bentoskih. Većina ih je široko rasprostranjena (kozmopolitski), no nekoliko vrsta trenutno je poznato samo s Antarktika, a nekoliko s Arktika. Velik broj radova objavljen je o ultrastrukturi Pyramimonasa od prvog rada Mantona i drugih (1963.).

## Vrste
1. Pyramimonas abdida Skvortsov
2. Pyramimonas abnata Skvortsov
3. Pyramimonas adriatica J.Schiller
4. Pyramimonas amylifera Conrad
5. Pyramimonas aurea S.Suda
6. Pyramimonas aurita Daugbjerg
7. Pyramimonas australis Andreoli & Moro
8. Pyramimonas chlorina Sym & Pienaar
9. Pyramimonas cirolanae Pennick
10. Pyramimonas cordata G.I.McFadden
11. Pyramimonas cyclotreta Daugbjerg
12. Pyramimonas cyrtoptera Daugbjerg
13. Pyramimonas delicatula B.M.Griffiths
14. Pyramimonas dichotoma Daugbjerg
15. Pyramimonas diskoicola Hardardóttir, N.Lundholm, Moestrup & T.G.Nielsen
16. Pyramimonas disomata Butcher ex McFadden, D.R.A.Hill & Wetherbee
17. Pyramimonas formosa S.D.Sym & R.N.Pienaar
18. Pyramimonas gelidicola McFadden, Moestrup & Wetherbee
19. Pyramimonas grossii Parke
20. Pyramimonas hyalina Skvortsov
21. Pyramimonas igloolikensis Daugbjerg
22. Pyramimonas impressa J.Schiller
23. Pyramimonas inconstans Hodgetts
24. Pyramimonas lamellipunctata Suda, Horiguchi & Sym
25. Pyramimonas longicauda L.Van Meel
26. Pyramimonas mantoniae Moestrup & D.R.A.Hill
27. Pyramimonas melkonianii S.D.Sym & R.N Pienaar
28. Pyramimonas minima Pascher
29. Pyramimonas mitra Moestrup & D.R.A.Hill
30. Pyramimonas moestrupii McFadden
31. Pyramimonas mucifera Sym & Pienaar
32. Pyramimonas nadsonii Skvortsov
33. Pyramimonas nansenii Braarud
34. Pyramimonas nephroidea McFadden
35. Pyramimonas obovata N.Carter
36. Pyramimonas octociliata N.Carter
37. Pyramimonas octopora L.Haraguchi, Moestrup, H.H.Jakobsen & Lundholm
38. Pyramimonas octopus Moestrup & Kristiansen
39. Pyramimonas olivacea N.Carter
40. Pyramimonas oltmannsii J.Schiller
41. Pyramimonas orientalis Butcher ex McFadden, D.R.A.Hill & Wetherbee
42. Pyramimonas parkeae R.E.Norris & B.R.Pearson
43. Pyramimonas propulsa Moestrup & D.R.A.Hill
44. Pyramimonas pseudoparkeae R.N.Pienaar & Aken
45. Pyramimonas quadrifolia Daugbjerg
46. Pyramimonas robusta Pienaar & Sym
47. Pyramimonas semiglobosa Pascher
48. Pyramimonas spinifera N.C.Pennick
49. Pyramimonas superba Sym, Suda & Horiguchi
50. Pyramimonas tatianae Daugbjerg, Fassel & Moestrup
51. Pyramimonas tetrarhynchus Schmarda
52. Pyramimonas tychotreta Daugbjerg
53. Pyramimonas ultrajectina L.H.Bretschneider
54. Pyramimonas vacuolata Suda, Horiguchi & Sym
55. Pyramimonas variabilis Skvortsov
56. Pyramimonas virginica Pennick